# 山王公园塔
35°40′23″N 139°44′26.4″E / 35.67306°N 139.740667°E
山王公园塔（日语：山王パークタワー）是日本东京都千代田区永田町中的一栋摩天大楼。

## 概要
山王公园塔在原山王酒店的空地建造，是日本通讯企业NTT DoCoMo与消费者厅所在地。与日枝神社、总理大臣官邸相邻，一般访客可以自由进入的地方只有地下2层-1层大厅的商业设施与餐馆以及27层的“空中大厅”，其余的办公区域为限制区域，进入办公区域需要登记。

## 主要租户
- 27层-44层以及7层-9层：NTT DoCoMo总部

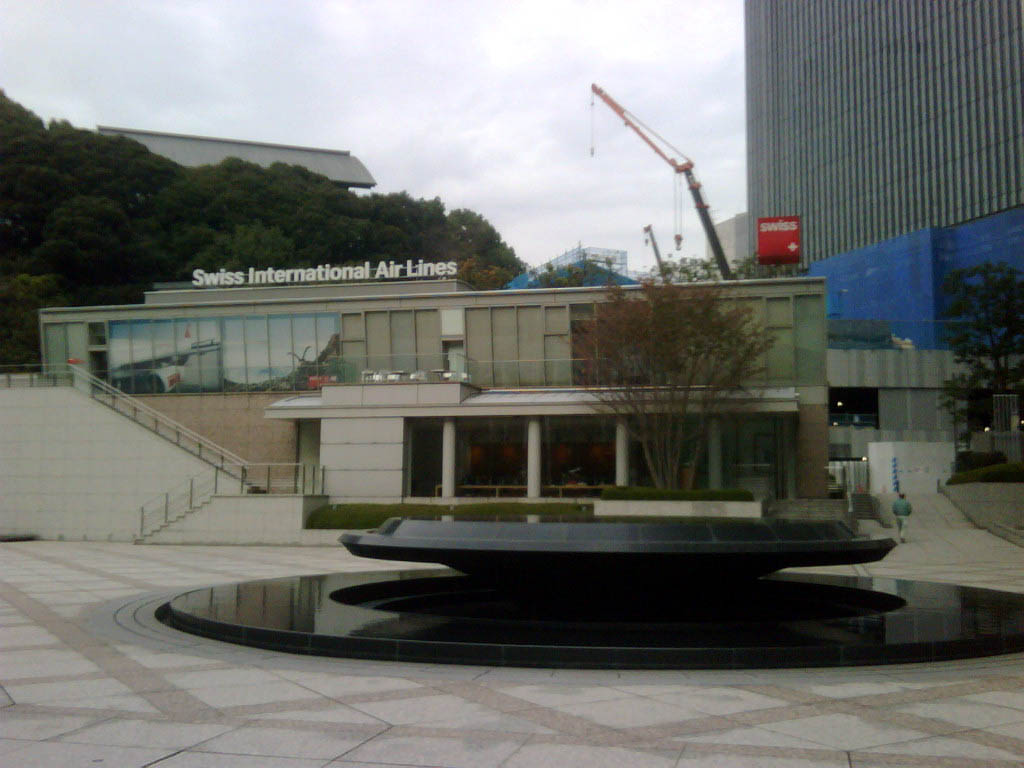
附属楼 - 瑞士屋(Swiss House)是瑞士国际航空日本办事处所在地

- 24层：雅诗兰黛公司
- 22层：菲利普·莫里斯國際
- 21层：渣打银行
- 16层-21层：德意志银行集团
- 15层：美国银行
- 13层：高纬环球
- 12层：太阳微系统
- 11层：杜邦
- 6层：中国东方航空
- 4层～5层：消费者厅
- 附属楼：瑞士国际航空

## 大楼周边
- 內閣總理大臣官邸
- 国会议事堂
- 日枝神社
- 东京都立日比谷高等学校（英语：Hibiya High School）
- 首都东急大饭店 (于2006年11月停止营业，拆除并改建为东急首都大厦)
- 保德信大厦 (在原新日本酒店的空地建造)
- 外堀通

## 前往方法
- 银座线南北线溜池山王站直达
- 丸之内线千代田线国会议事堂前站直达